# TMNT (datorspel)
TMNT är ett enpersonsdatorspel inom genrerna action/äventyr/multiplattform baserat på berättelserna om Teenage Mutant Ninja Turtles. Detta spel är baserat på 2007 års film. Spelet släpptes till Xbox 360, Wii, PlayStation 2, Xbox, och Nintendo GameCube spelkonsol, liksom till Windows den 20 mars 2007.  Det gjordes också versioner för Game Boy Advance, Playstation Portable och Nintendo DS. Versionen till PlayStation 3 avbröts dock.

## Spelet
Spelet TMNT innehåller många akrobatiska inslag precis som en annan spelserie från Ubisoft, Prince of Persia. Spelet innehåller 16 nivåer, 16 berättelser och 16 utmaningsnivåer. Spelet innehåller också fem spelbara karaktärer, alla med varsin stil och förmåga. Spelet innehåller även gemensamt spel, där spelarna måste använda alla sköldpaddornas specialegenskaper för att ta sig fram. Ubisoft har förklarat att spelets fokus ligger "på att sköldpaddorna kommer på att deras olikheter och lösa familjeproblem." De säger också att TMNT främst innehåller "enpersonsspel för var och en av bröderna."

## Mottagande
Den bästa kritiken spelen fått är 6.0 av IGN (6.0 versionerna till Gamecube, PlayStation 2, Xbox och Windowsversionerna). Versionen för Game Boy Advance har dock blivit högre prisad av både press och allänhet för sin 2-D-sidscrollande presentation, som påminner om äldre arkadspel och NES-spel. Många spelare var besvikna över att Game Boy Advance-versionen inte hade flerspelarläge då det är baserat på att spela med de fyra TMNT-karaktärerna. Versionen till [Wii] kritiserades för att använda väldigt lite av Wii Remotes unika duglighet, då man bara kan styra bakåt och framåt för att använda sköldpaddornas vapen, och vapnen inte kan användas för attack åt vilket håll man vill. Versionerna till PSP/Nintendo DS fick inte lika mycket kritik på grund av spelkontrollen. Vid en titt på versionerna till Nintendo DS och Wii jämförde den brittiska Nintendospelstidskriften ONM spelen till med 1989 års TMNT-arkadspel, och sa i en spelguide att "TMNT-spel var en gång bättre".
Den 26 april 2007 hade TMNT sålt 1,1 miljoner exemplar fördelat på åtta olika Spelplattformar.